# Hurchoci Wierch

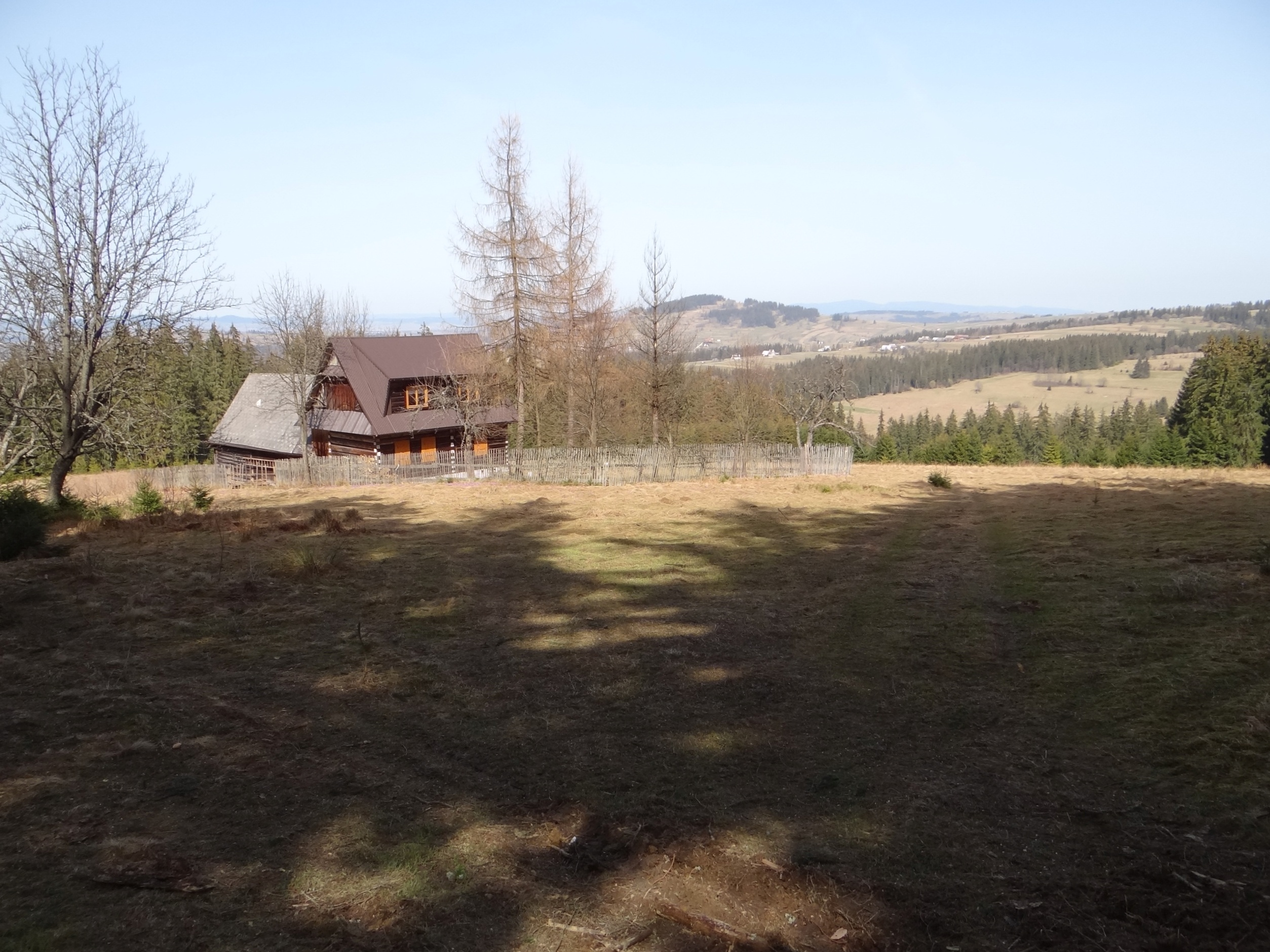
Mnichówka i widok na Pogórze Gubałowskie

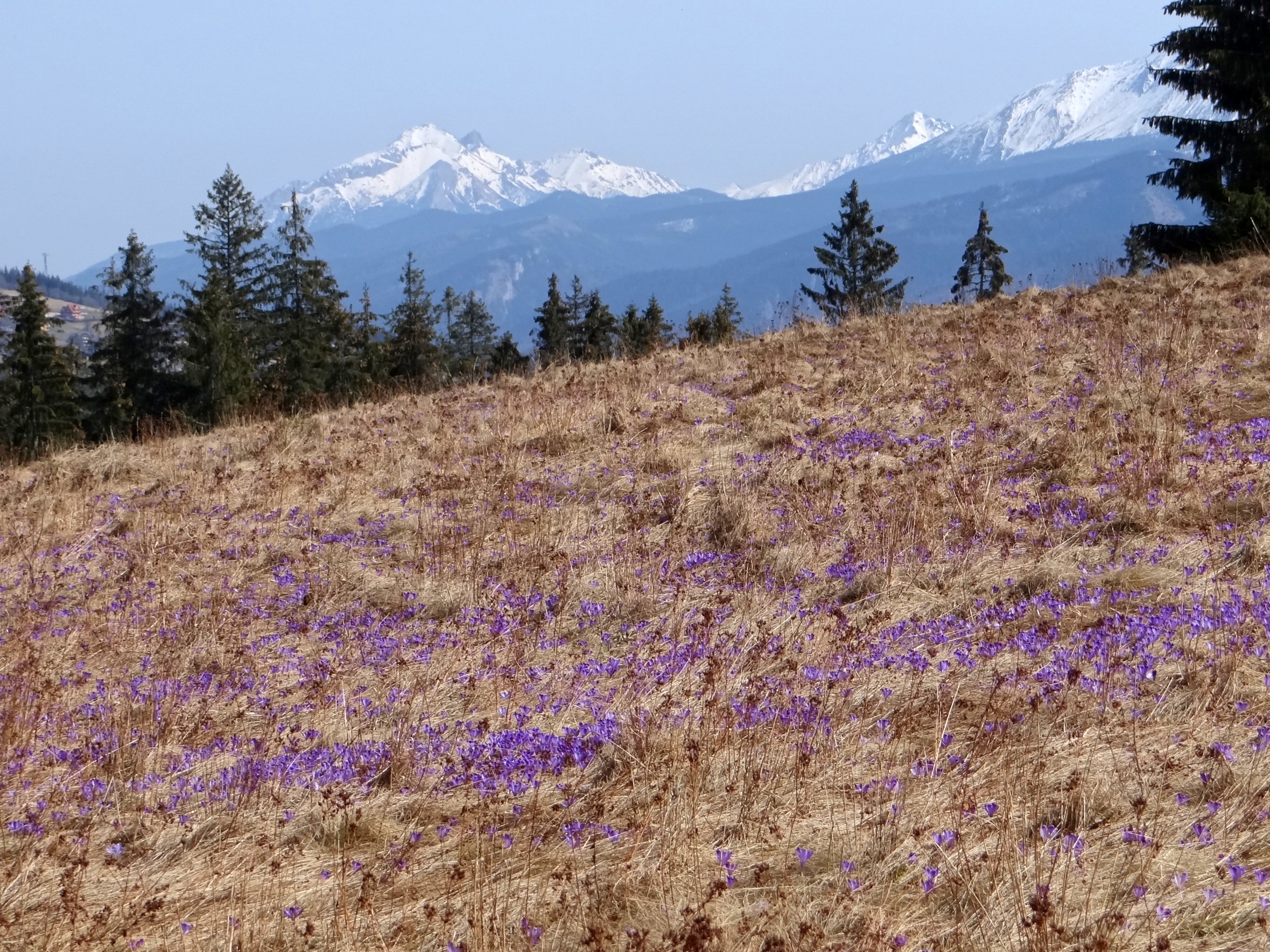
Urchoci Wierch i widok na Tatry

Hurchoci Wierch – opadający do Doliny Czarnego Dunajca w Witowie grzbiet Przysłopu Witowskiego (1164 m) w masywie Orawicko-Witowskich Wierchów. Początkowo opada w kierunku północno-wschodnim, niżej zmienia kierunek na północny. Jego orograficznie lewe stoki opadają do doliny Magurskiego Potoku, prawe do doliny Przybylanki. Jest porośnięty lasem, ale znajduje się na nim wiele polan: Mnichówka, Urchoci Wierch, Morgasówka, Cyrla, Koszarzyska, Cicha Polana, Krzystkówka. Na niektórych z nich znajdują się należące do Witowa osiedla o tej samej nazwie, co polany: Mnichówka i Urchoci Wierch
Na Hurchocim Wierchu stwierdzono występowanie pojedynczego stanowiska bagna zwyczajnego.
Przez Hurchoci Wierch prowadzi szlak turystyczny. 

## Szlaki turystyczne
czarny: Witów – Mnichówka – Urchoci Wierch  – Przysłop Witowski – Magura Witowska. Czas przejścia na Przysłop Witowski 2h, ↓ 1.25 h